# 8457 Біллголіш
8457 Біллголіш (1981 EO8, 1975 XX2, 1979 WR4) — астероїд головного поясу, відкритий 1 березня 1981 року.
Тіссеранів параметр щодо Юпітера — 3,375.